# Testículo
Los testículos son las gónadas masculinas, productoras de los espermatozoides y de la hormona sexual (testosterona). Son los órganos glandulares que forman la parte más importante del aparato reproductor masculino. Su equivalente femenino serían los ovarios.

## Anatomía del testículo

### Macroscópica
Ubicación
Los testículos, en número de dos, se hallan por debajo de la región perineal por detrás de la base del pene, en el interior de la bolsa escrotal. Están envueltos por un conjunto  de cubiertas con forma de bolsa, llamada escroto. 
Las dos gónadas no ocupan el mismo nivel, ya que en la mayoría de los varones el testículo izquierdo baja un poco más que el derecho. Están suspendidos de su extremo inferior por el cordón espermático y están desprovistos de adherencias en la mayor parte de su superficie exterior, por lo que resultan muy móviles en todos los sentidos, pudiendo contraerse y ascender hacia el anillo inguinal.
Número
Los testículos son dos, uno en el lado derecho y otro en el lado izquierdo. Anormalmente puede existir un solo testículo por ausencia del desarrollo del otro, que cuando también falta epidídimo y conducto deferente, se llama monorquidia. Cuando faltan los dos testículos se llama anorquia o anorquidia.
Tamaño
En los niños el tamaño de los testículos es relativamente pequeño (de 2 a 3 cm de longitud). En la pubertad crecen hasta alcanzar entre 4 y 8 centímetros (cm) de longitud y entre 2 y 4 cm de ancho. Este tamaño se conserva más o menos similar durante toda la vida, aunque a veces se percibe una ligera atrofia en la vejez o un ligero aumento de tamaño debido al consumo de esteroides. El tamaño desmesurado de los testículos se debe en la mayoría de las ocasiones a una hidrocele (acumulación de líquido en la túnica serosa del testículo).
Color, forma y consistencia
Los testículos son de color blanco azulado, a veces rojo cuando están repletos de sangre. Esta coloración se debe a las bolsas que los envuelven. El testículo tiene forma de ovoide aplanado en sentido transversal. Tiene una consistencia dura y algo elástica debido a la capa fibrosa que lo rodea.
Migración de los testículos
En el hombre como en el resto de mamíferos, los testículos proceden del interior de la cavidad abdominal, a derecha e izquierda de la columna lumbar, al lado de los riñones. Hacia el tercer mes del desarrollo fetal, los testículos abandonan esta región y descienden por el conducto inguinal, atravesando la pared abdominal, arrastrando consigo las bolsas que los envuelve hasta su posición definitiva. El descenso incompleto del testículo se llama criptorquidia.

### Microscópica
Desde su superficie el testículo presenta una túnica testicular

#### Conductos seminíferos
Los túbulos seminíferos son el lugar en los que se produce el esperma. Se encuentran dentro de unos lóbulos (hay unos 380 por testículo) que han formado los septos testiculares, que parten desde la túnica albugínea y se unen en el  mediastinum testis. Estos lóbulos también contienen tejido intersticial. Se estima que cada «lóbulo» contiene de 1-4 túbulos seminíferos. 

Los túbulos seminíferos desembocan a través de los túbulos rectos en las cavidades denominadas rete testis, en el mediastinum testis. 

#### Conductos auxiliares
El semen al salir de los conductos seminíferos pasa por:
1. Red testicular, rete testis o red de Haller: dentro del mediastino testicular. Se compone de tres partes: rete septal o conductos rectos, rete mediastínica y rete extratesticular, de  la que nacen los conductillos eferentes.
2. Conductillos eferentes: comunican la rete testis con el epidídimo.

- Epidídimo: tubo estrecho y alargado, situado en la parte posterior superior del testículo; conecta los conductos deferentes al reverso de cada testículo. Está constituido por la reunión y apelotonamiento de los conductos seminíferos.

#### Bolsas de los testículos

##### Anatomía

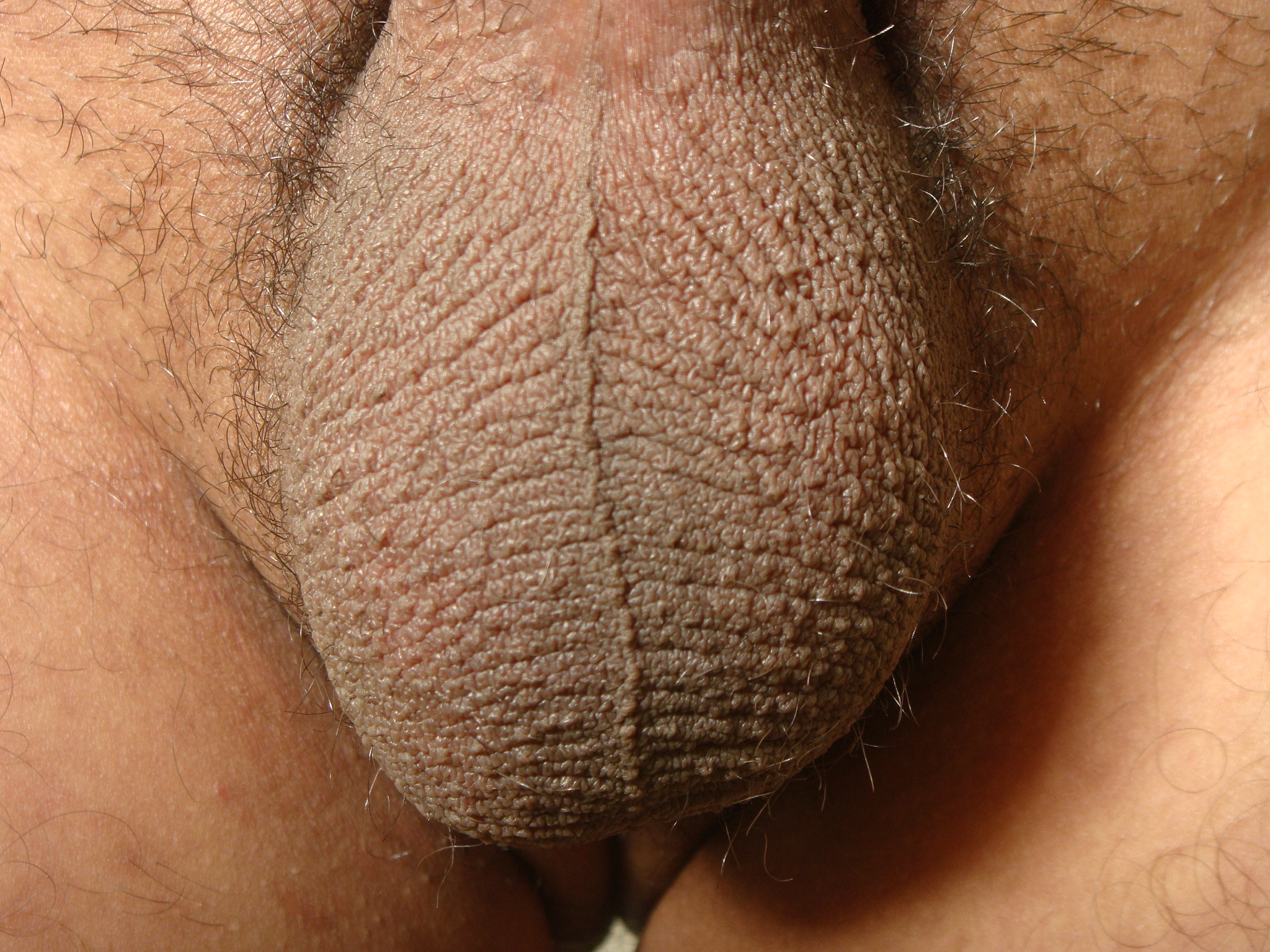
Vista exterior de un escroto humano, cuya misión es alojar y proteger al resto de estructuras testiculares.

Los testículos están rodeados por 7 capas que desde la superficie a la profundidad son:
- Escroto: es la piel que envuelve al resto de estructuras testiculares. Suele tener vello con folículos pilosos muy profundos y glándulas sebáceas abundantes.
- Dartos: es un músculo fino adherido al escroto.
- Capa celular subcutánea.
- Fascia espermática externa.
- Cremáster.
- Fascia espermática interna.
- Túnica vaginal del testículo.

##### Fisiología
Las bolsas mantienen a los testículos a una temperatura de 1 a 3 °C inferior a la temperatura corporal. Esto está relacionado con la correcta producción de espermatozoides, ya que la maduración de las espermátides (espermiogénesis) no se puede producir a la temperatura corporal, pues las enzimas implicadas en este proceso (β-polimerasa y recombinasa espermatogénica) necesitan una temperatura menor para realizar su función.

El escroto no tiene grasa y sus músculos reaccionan al calor extendiendo o contrayendo la piel.

Además, existe un mecanismo de regulación de la temperatura dependiente del sistema arterial (que proporciona calor) y el sistema venoso (que reduce la temperatura). Todo esto hace que cuando un hombre entra en un medio cuya temperatura está por debajo de la ideal, el escroto se contrae con el fin de reducir la superficie en contacto con ese medio y perder menos calor haciendo que el tamaño de los testículos disminuya. 

Otro hecho curioso es que existe una relación entre profesiones que implican estar mucho tiempo sentado y padecer problemas de infertilidad. Al estar sentado los testículos se encuentran más cercanos al cuerpo y su temperatura asciende pudiéndose ver perjudicado el proceso de espermatogénesis.[cita requerida]

### Vascularización de los testículos
- Arterias: los testículos están irrigados por las arterias espermáticas, la arteria deferencial y la arteria funicular.
- Venas: del drenaje sanguíneo están encargadas las venas espermáticas. Cuando se obstruyen producen el varicocele.
- Vasos linfáticos.

Las arterias espermáticas se dividen formando un árbol vascular hasta el nivel de los microvasos, que se distribuyen entre los túbulos seminíferos, dentro del compartimiento intersticial inter-tubular. A ese nivel las arteriolas muestran, un flujo sanguíneo regulado localmente con variaciones rítmicas regulares conocidas como vasomoción, que son independientes del latido cardíaco.

### Inervación
Los testículos están inervados por el Sistema nervioso autónomo. 
- Fibras parasimpáticas, aferentes viscerales y
- Fibras simpáticas que provienen del plexo testicular.[9]

## Tipos celulares
En el testículo podemos encontrar tres tipos de compartimentos, con diferentes características histológicas y de origen embrionario distinto: intersticial, tubular y túnica.

### En el compartimento intersticial
Aparecen las células de Leydig, los macrófagos y también  microvasos sanguíneos, linfáticos y fibras nerviosas, rodeados por tejido conjuntivo#Tejido conjuntivo laxo. 
Las células de Leydig derivan de las células estromáticas mesenquimáticas. Se localizan fuera de los túbulos seminíferos, responden al estímulo de la LH y están implicadas en la síntesis de andrógenos.

### En el compartimento tubular
Se encuentran los túbulos seminíferos, en cuyo interior se localizan las células de Sertoli (CS). Estas células proceden del epitelio celómico. 

Las CS se disponen en un  Compartimento basal, envolviendo a las células germinales (espermatogonias) y en un  Compartimento luminal envolviendo los espermatocitos y espermátidas durante su desarrollo.

Las SC están íntimamente ligadas al proceso de maduración del esperma. Responden a la FSH produciendo la proteína de unión a andrógenos (ABP) y la inhibina.

### En las túnicas
Hay células mioides, estas células están rodeando los túbulos seminíferos. Realizan una contracción rítmica que provoca ondas peristálticas que ayudan a movilizar los espermatozoides y los líquidos testiculares a través de los túbulos seminíferos. Esta actividad contráctil es estimulada por la oxitocina, la serotonina y las prostaglandinas. 
Así mismo, estas células están implicadas en mediar los efectos de hormonas y factores de crecimiento sobre células de Sertoli y células germinales.

## Funciones del testículo
El testículo produce los espermatozoides y también unas hormonas llamadas andrógenos, entre las que se encuentra la testosterona.

Para producir los espermatozoides se lleva a cabo el proceso de espermatogénesis. Este requiere, además de las células germinales, las células de Sertoli, que constituyen un soporte. Existe una barrera hematotesticular que aísla el epitelio germinal del resto del organismo para que no haya reacciones inmunológicas. Por tanto, las células de Sertoli se encargan de llevar los nutrientes y excretar los desechos al lumen procedentes de las células germinales.

Por su parte, las células responsables de la fabricación de testosterona son las células de Leydig, que responden a FSH y LH (que son producidas por la hipófisis gracias a la acción de la GnRH del hipotálamo) y producen testosterona de forma pulsátil. La concentración de esta hormona en los testículos es 500 veces superior a la que se encuentra en el plasma sanguíneo.

## Desarrollo de la función testicular
El testículo comienza a ser hormonalmente activo a partir de la octava semana de gestación. Las células de Sertoli, producen una sustancia inhibidora de los conductos de Müller cuando está bajo acción de la hormona FSH (hormona estimulante del folículo). Dicha sustancia inhibidora es capaz de inducir la regresión de los conductos citados anteriormente, tiene acción en la fase abdominal del descenso del testículo masculino y además produce un incremento del número de receptores androgénicos en la superficie de las células de Leydig. 
El completo desarrollo de los genitales externos en el humano se produce entre la semana 10 y 15 de la gestación. Dicho desarrollo es dependiente de la acción enzimática de la 5alfa-reductasa, capaz de producir dihidrotestosterona a partir de testosterona. Dicho producto enzimático se une a los receptores androgénicos dentro de los órganos sexuales.

## Enfermedades y trastornos
- Anorquia: Es la ausencia de ambos testículos al nacer.[11]
- Criptorquidia: Se trata de una enfermedad que se caracteriza por el fallo en el descenso de los testículos desde la cavidad abdominal. Durante el proceso del desarrollo fetal, los testículos están dentro de dicha cavidad, pero gracias al desarrollo descienden al escroto.[12]  La criptorquidia se remedia con cirugía.
- Cáncer de testículo: ocurre cuando células anormales dentro de los testículos se dividen y crecen sin control.[12]
- Hidrocele: acumulación de líquido en el escroto. Es una enfermedad benigna.[13]

## Uso cultural:Testículos

### Deportes de combate
- En el boxeo, es contra las reglas pegar debajo del cinturón, por la sensibilidad al dolor de los testículos.
- En las artes marciales mixtas, el golpear violentamente esta zona considerada como punto vital puede causar dolor inguinal intenso incapacitante e incluso la muerte.

### Expresión gráfica
- Los testículos han sido plasmados en dibujos militares coloreados sobre el fuselaje de aviones de guerra.
- Los testículos pueden ser parte de grafiti.
- Comúnmente se representan por dos círculos u óvalos.

### Vulgarismos

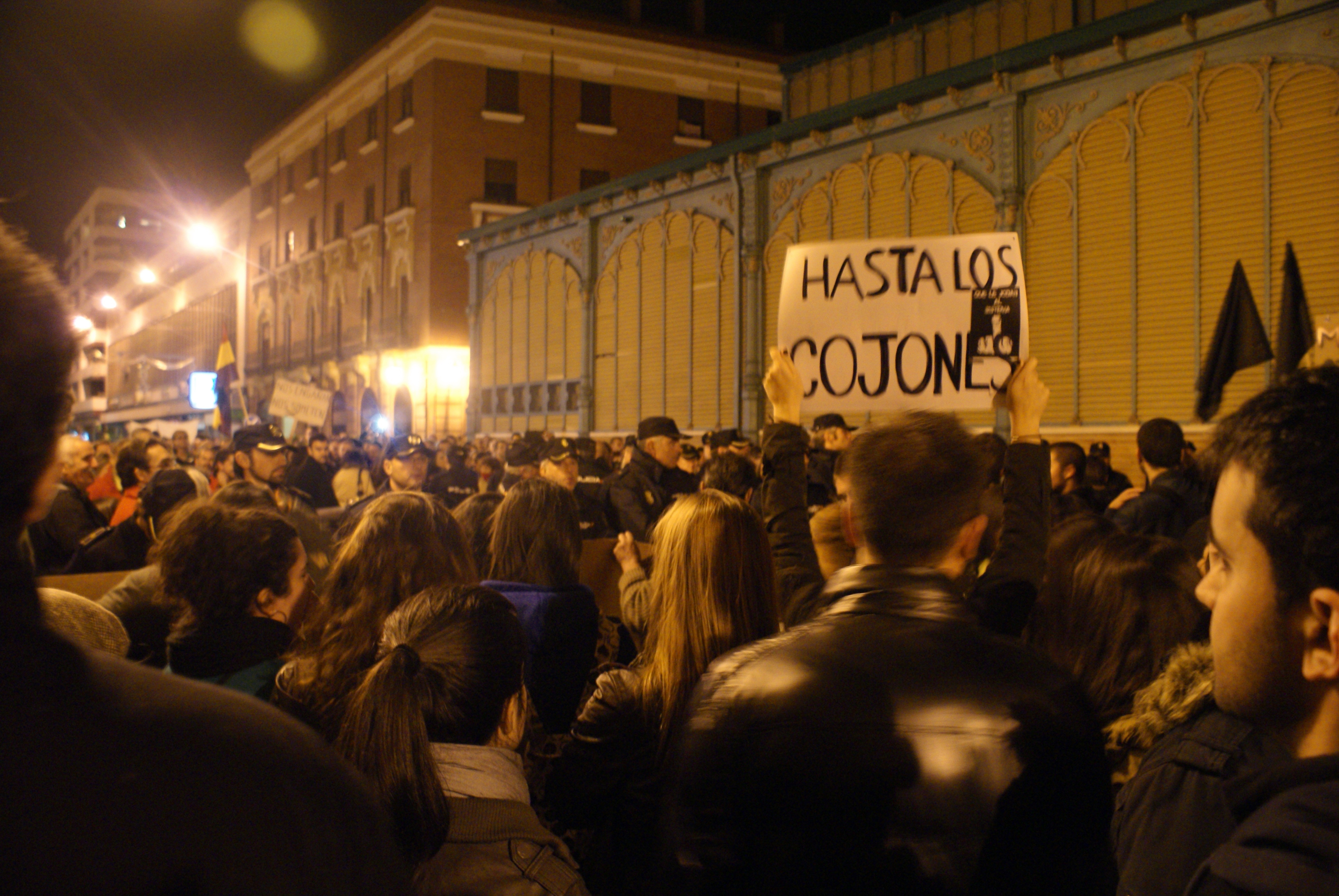
Pancarta con el texto «hasta los cojones» en una manifestación en España. En ese contexto la palabra denota enfado.

En forma vulgar, los testículos acarrean las connotaciones de flojera y ocio. En el Río de la Plata, los adjetivos "boludo" y "pelotudo", por ejemplo, son sinónimos de una persona estúpida, esta última con connotaciones más pronunciadas. Decir "es un rompehuevos", "es un rompepelotas", se refiere a alguien sumamente molesto en su forma de ser. Sin embargo, expresiones como "boludo" o "güevón" (huevón, hueva) son utilizadas también para saludar a amigos varones o referirse a ellos.

### Lingüística
- Los testículos han provocado una creación de sinnúmero de palabras [¿cuál?] empleadas en el argot y lenguaje vulgar, y por lo tanto son parte esencial de un repertorio de chistes.
- En una forma coloquial, se les puede conocer como "testis" , o "los bajos". También a los testículos se los denomina familiarmente: bolas, cojones, cocos, huevos, entrepierna o pelotas.

### Música
- Se han escrito canciones acerca de los testículos y del escroto.
- Existen discos compactos que en el título llevan por nombre alguna parte del sistema reproductor masculino.
- Se dice que el tamaño o la ausencia de los testículos afectan el tono de voz. (Véase también: Castrato).

### Afeitado
- Es usual rasurar el escroto antes de operaciones quirúrgicas como la vasectomía o  extracción de próstata en caso de inflamación casi oncológica.

### Gastronomía
- Caldo de criadillas, en vez de carne o cabeza de carnero, se usan los testículos. Lleva cebolla, tomate, se saborea con rocoto molido.

- Saltado de criadillas, platillo similar al lomo saltado, en vez de carne de lomo lleva criadillas de carnero, se sirve con escolta de arroz.

### Testigo
Según algunos relatos, los hebreos, para actuar de testigo, tenían que agarrarse los testículos en señal de la autenticidad de su testimonio; por la idea de que estos órganos eran muestra de la nobleza y honra del varón. Ya en el cristianismo se cambió por el crucifijo o la señal de la Cruz. El origen de este término también se le ha atribuido a los romanos.